# Окръзи в Бразилия
Окръзите в Бразилия (на португалски: Distritos do Brasil) са райони на които се делят общините, които от своя страна се делят на квартали. Окръзите трябва да имат нотариални кантори за гражданска регистрация, а в по-големите градове могат да имат подпрефектури (подкметства) или регионални администрации. Окръзите в бразилското законодателство са наследници на някогашните фрегесии (по подобие на енориите) по времето на колониална Бразилия; това деление все още присъства в териториалното деление в португалската конституция.
Окръзите са пряко подчинени на общинската префектура (кметството). В много от общините, окръзите почти нямат компетенции и значимост, а в някои случаи, напр. в Рио де Жанейро, просто няма окръзи (окръг единствен). Обикновено една община се дели на повече от един окръг, когато на територията ѝ съществуват по-значителни населени зони, отдалечени от градската част на общината. В общи линии, окръзите с времето или биват присъединени към градовете, поради естественото им разширяване, или се отцепват като нови общини. Кварталите са почти универсално административно деление, като се характеризират единствено с културни или географски особености, без да имат никаква политическа власт. Във всеки случай независимо от устройството на общинската администрация, изпълнителната политическа власт принадлежи единствено на префекта (кмета), като останалите са помощни служби под негово разпореждане.
В Бразилия съществува и Федерален окръг, където се намира федералната столица град Бразилия. Този окръг е изключение, понеже въпреки името, в действителност не е част от община, а е една от федеративните единици на страната (аналогично на щатите, затова не носи това име). Федералният окръг също е изключение от гледна точка на статуса му като федеративна единица, понеже за разлика от щатите, не се дели на общини. В този смисъл, въпреки че Фед. окръг е съставен от няколко града, те официално се наричат Административни региони (на португалски: Regiões Administrativas), общо 30.
Също така съществува и щатски окръг Фернанду ди Нороня, в щата Пернамбуку. Този окръг, както и Федералния, също не съответства на общоприетото разбиране за окръг в Бразилия.